# Copa Suecia
Die Copa Suecia (deutsch: Schwedischer Pokal) war ein 1958 einmalig ausgetragener Fußballwettbewerb in Argentinien. 

## Hintergrund
Aufgrund der in Schweden stattfindenden Weltmeisterschaft 1958, an der die argentinische Nationalmannschaft teilnahm, musste der reguläre Ligabetrieb in der Primera División unterbrochen werden. Daraufhin spendete der schwedische Botschafter einen Pokal, dessen Sieger von den Mannschaften der argentinischen ersten Liga während der Pause ausgespielt werden sollte. Das Turnier zog sich jedoch über die dreimonatige Pause zwischen April und Juli 1958 hinaus bis 1960 hin.

## Wettbewerb
In zwei Gruppen mit jeweils acht Mannschaften wurden die Finalteilnehmer ausgespielt. Racing Club de Avellaneda setzte sich in der Gruppe A mit zehn Siegen in 14 Spielen direkt durch, während in der Gruppe B Club Atlético Atlanta und Rosario Central die Runde punktgleich beendeten und in einem Entscheidungsspiel, das Atlanta mit einem 1:0-Sieg für sich entschied, den Endspielteilnehmer bestimmen mussten. Im Finale am 29. April 1960 krönte sich schließlich Club Atlético Atlanta durch einen 3:1-Erfolg zum Sieger des Wettbewerbs. Der Klub wird vom argentinischen Fußballverband als zusätzlicher Meister 1958 neben dem regulären Meister River Plate geführt.